# Ostatni
Ostatni – poemat Zygmunta Krasińskiego napisany w 1847. 

## O utworze
Ostatni został przerobiony, podobnie jak Dzień dzisiejszy, z fragmentu pochodzącego z 1840. Jego treścią jest monolog poety zesłańca. Więzień oczekuje nadejścia epoki Ducha Świętego i powtórnego objawienia się Mesjasza, którym ma być Polska. We śnie widzi ojczyznę prowadzącą ludy ku zbawieniu. Obdarzony darem telepatii widzi wojsko idące przez ziemie rosyjskie, by wyzwolić polskich więźniów zesłanych na katorgę. Wskutek nieporozumienia poeta umiera zapomniany z modlitwą dziękczynną na ustach, szczęśliwy z powodu wskrzeszenia ojczyzny. 
Poemat wyróżnia się pozytywnie na tle ówczesnej twórczości Krasińskiego. Utwór jest wolny od nachalnej propagandy. Przedstawione w poemacie idee nie zostały przekształcone w wierszowany traktat, ale włączone w tok tragicznego monologu zesłańca. Utwór jest niejednolity. W pierwszej redakcji cechował go bowiem głęboki pesymizm. Podczas jego przepracowywania smutek i beznadziejność zostały wyciszone pod wpływem idei mesjanistycznych. W przejmującej opowieści syberyjskiego więźnia odzywają się echa lektury Anhellego Słowackiego i Więźnia Chillonu Byrona. Utwór przeszedł bez echa, obojętnie przyjęty przez polską krytykę emigracyjną. 